# أم ميمي

بلال فضل مؤلف رواية "أم ميمي"

أم ميمي، رواية عربية للروائي المصري بلال فضل. صدرت لأوّل مرة عن دار المدى للنشر والتوزيع في عام 2021، ودخلت في القائمة الطويلة للجائزة العالمية للرواية العربية لعام 2022، المعروفة باسم «جائزة بوكر العربية».،هي رواية ربما هناك ما بعدها خصوصا ان المؤلف ، وقد وعد القارئ بذلك في آخر سطر من رواية أم ميمي قائلاً: «كان ذلك آخر عهدي بشعراوي الزناوي ومن معه وحوله، وبداية رحلتي نحو حارة سميكة التي سأنبئك بأخبارها إن عشنا وكان لنا عمر».

## المحتويات
- في الطريق إلى أم ميمي! .
- هي أم ميمي مع أن ميمي أصلاً ليس بميمي.
- كيف تنال رضا ميمي عنك ؟
- النوم قريباً من ميمي!
- أم ميمي التي أكلها الربو .
- أم ميمي تحدث أخبارها .
- دع الخلق للخالق، ودع أم ميمي لميمي .
- الغداء الأخير لأم ميمي! .
- عاش الهلال مع الصليب.. لكن أم ميمي ماتت.
- لقد فقدت مصر اليوم أم ميمي .
- شعراوي الزناوي يضرب مجدداً.
- طرف من سردية شعراوي الزناوي .
- خرجة لا تليق بمقام أم ميمي .
- بجوار «طربة» أم ميمي جلست فبكيت .
- انج ميمي فقد هلكت أم ميمي
- عن إشكالية أن تعتبر شعراوي زي أبوك .
- كالمستجير من أم ميمي بأبي ميمي
- سلام الشجعان بين شعراوي الزناوي و أبو سامية المعرص ...
- قبل الوقوع في فخ رحاب.
- ميمي يكشف المؤامرة في دخول مفاجئ.
- الهروب الكبير من قبضة شعراوي ورحاب

## الشخصيات
- أم ميمي هو إسم السيدة العجوز المريضة بالربو و صاحبة الشقة  الوضيعة التي سيكتريها البطل و التي سيقول عنها " عاشت معي و مات على يدي"[4]
- ميمي :هو الابن و اسمه الحقيقي الذي لم يكن معروفا به هو عزت كما جاء في الرواية، و هو الأشقر الميكانيكي الغائب في غيمة من المخدرات و الخمر[5].
- شعراوي ، الاب
- أبو سامية
- رحاب الابنة  الصغرى ل"أبوسامية"

## تلخيص
حكاية شاب التحق بكلية الاعلام سنة 1991 مع رغبة دفينة في دخول دنيا الفن متحديا رغبة الاب الذي طالما كان في خلاف معه. و يصف معاناة البحث عن غرفة لطالب جديد بالقاهرة ، و بعد الكثير من المطبات و الاحداث التي تورط فيها بطل الرواية ، سيستقر في غرفة وضيعة في شقة أم ميمي.
و تحكي الأم سبب التصاق اسم ابنها ب"ميمي" رغم أن إسمه الحقيقي "عزت". ويصف الكاتب شخصية ميمي السكير و المضطرب، و محاولته التعايش مع هذا الوضع الصعب ،الذي زاد في معاناته اكتشاف أنه يتقاسم معه غرفته فأرين و برص، مما دفعه الى مشاركة ميمي غرفته للنوم خوفا منها. ويحدث أن يتورط الابن في سرقة أمه ، و في أثناء خصامهما يكتشف صاحبنا أسرارا لا أخلاقية عن الاسرة و حياتها السابقة حاولت الأم أن تبررها بدور الأب القاسي و معاملته اللاإنسانية معها و مع ابنيها وهو الذي جعل من بيتها وكرا للفساد .
يقوم الابن بالاعتداء على أمه و الانتقام منها، و لولا تدخل بطل الرواية و الجيران و الشرطة في النهاية لحدث ما  لا تحمد عقباه، بعد ذلك  يستفحل مرض أم ميمي مما اضطر صاحبنا و ابنها ميمي الى حملها في الليل إلى طبيب ثم إلى المستشفى القبطي، الذي مكثت فيه أسبوع لتخرج على رجليها، لكن القدر لم يمهلها كثيرا ليجدها صاحبنا جثة هامدة في يوم جمعة . ويصف الكاتب الأجواء الغريبة و الطافحة بالتردي الأخلاقي  التي تلقى بها أفراد أسرتها هذا الخبر سواء ميمي أو ابنتها فاتن أو صبحي زوجها أو شعرواي زوجها السابق.كما يصور المشاهد المؤلمة التي رافقت تغسيلها و دفنها.
بعد فاة أم ميمي عاد زوجها شعراوي الى الشقة . وحاول ان يحسن علاقته بصاحبنا و هو يخفي تخطيطه لتوريطه في مطب أخلاقي مع إبنة جاره أبو سامية و تزويجه منها عبر صفقة عقدها مع الأب، و الذي حاولت ابنته حبك قصة و التقرب إليه لوضعه أمام الامر الواقع، و هو ما أدى بصاحبنا الى الوقوع في شباكها لولا فضح ميمي للمؤامرة التي تم تدبيرها من شعرواي و أبو سامية و رحاب. والذي اتضح أيضا أن روايته فيها الكثير من الكذب .

## الأسلوب
يستعمل الكاتب أسلوبا واقعيا قد يبدو للبعض مستفزا في جرأته بسبب تصويره لواقع صعب و بئيس يعيش فيه بعض ساكنة المناطق الفقيرة في القاهرة.كما يقدم بلال في روايته لغة هي كوكتيل متعدد الجذور والانتماءات.لكن ما يميز أسلوب الكاتب أيضا هو تلك الجرعة من السخرية و الضحك الذي تمنحك إياه الرواية في الكثير من مقاطعها.

## النقد و الاستقبال
تصطفّ الرواية مع أخواتها "وكالة عطية" ل"خيري شلبي"، و"الخبز الحافي" ل"محمد شكري"، لتقدّم لنا واقعاً شديد القسوة والانحطاط، لواحد من العوالم السفلى، لم نكن قادرين على تجاوز قسوته إلا بهذا القدر من السخرية والضحكات،ورغم لغتها الصادمة لدى البعضن،و التي اعتبرها بعض النقاد سقطة في مسيرة بلال فضل الابداعية، إلا أن الرواية تحفر في أعماق المجتمع المصري الذي يعيش مثل معظم الدول العربية خاصة غير النفطية منها آثار عدم انعكاس النمو الاقتصادي على أوضاع فئة عريضة من الشعب، مما يولد مآسي اجتماعية و أخلاقية فظيعة و مخزية .ورغمان الرواية ظاهرياً تبتعد عن القضاياالسياسية، لتغوص في أعماق القضاياالاجتماعية المحرقة أحيانا ، لكن بين سطورها تحضر السياسة، عبر أحداثها وشخوصها.

## اقتباسات
- أوقن أن الإنسان منا يمكن أن يستغني عن أموال ودعم أبيه، لكنه أضأل من أن يستغني عن دعوات ورضا أمه
- ثم أخذت أتمثل مشاعر ميمي الذي كنت أحسبه ظلوماً جهولاً، فإذا به شيال الحمول من الأحزان، لم يسمح لها أن تجعل منه إرهابياً أو قاتلاً متسلسلاً. وإذا كانت قد جعلت منه ميكانيكياً سكيراً يسرق أمه، فهل يمكن فصل ذلك عما عايشه من معاناة في طفولته التي جعلتني أعيد تقييم طفولتي التي كنت أظنها الأشد بؤساً على الإطلاق.
- كنت حتى لحظة دخولنا من باب المستشفى القبطي أجهل وجوده، فقد كنت أظن جهلاً مني أن المستشفى القبطي ليس إلا مركزاً للعلاج بالإنجيل مثل مراكز العلاج بالقرآن التي انتشرت في مدن مصر منذ نهاية الثمانينات.
- واندفعت هارباً من طرقات المستشفى التي كادت تطبق على صدري تاركاً خلفي فقراء "متلقحين بالحيا" على نقالات مهترئة، وأهالي يلعنون العيشة واللي عايشينها، وأطباء وممرضين يتعاملون مع الأحياء تماماً كما يتعامل رجل المشرحة مع الموتى. "حتت"، الكل هنا "حتت" بشكل لم أعد أحتمل مواجهته.

- وكان هذا هو الدرس الثاني الذي تعلمه من أبيه، وهو أن عليك كإنسان ألا تأمن أبداً لخوازيق الدنيا، لأن المصيبة المستحدثة يمكن أن تقع على قفاك أنت دوناً عن غيرك، ولذلك دع اختبارها لغيرك، وتمسك دائماً بالأحوط والأصيع. 
- لم أكن أملك سوى الصبر والانتظار، مستحضراً من ذكريات الصبا ما قاله لي خالي الأحب إلى قلبي ذات يوم، ونحن نشاهد عملية انتشال جثة غريق من مياه البحر في الإسكندرية، عن خطورة مقاومة الدوامات وأهمية الاستسلام التام لها حتى تضعف وتروح لحالها، لأن أي حركة ستبذلها في مقاومة الدوامة ستفتح شهيتها أكثر لابتلاعك.
- ولأن مثل هذه الحالات هي التي رأت الحكمة الشعبية المتوارثة عبر الأجيال أن يكون سوء الظن فيها من حسن الفطن.
- بدا كلامي مقنعاً لها، فلم تطلب مني أن أحلف، ولو طلبت لفعلت دون تردد، غير مبال بعاقبة الحنث باليمين، لأنني أدرك أنه منكر أهون بكثير من المنكر الذي ربما يفعله بها أمجد الذي لا يمتلك قلباً مرهفاً مثلي ويؤمن عن تجربة أن للمرسيدس لغة أقوى من لغة المشاعر والعواطف.